# Venezueleon guaricus
Venezueleon guaricus är en insektsart som beskrevs av Stange 1994. Venezueleon guaricus ingår i släktet Venezueleon och familjen myrlejonsländor. Inga underarter finns listade i Catalogue of Life.